# إنجي يوهانسون
إنجي يوهانسون (بالسويدية: Inge Johansson)‏ هو مغني سويدي، ولد في 10 مايو 1977.